# Wetherspoon

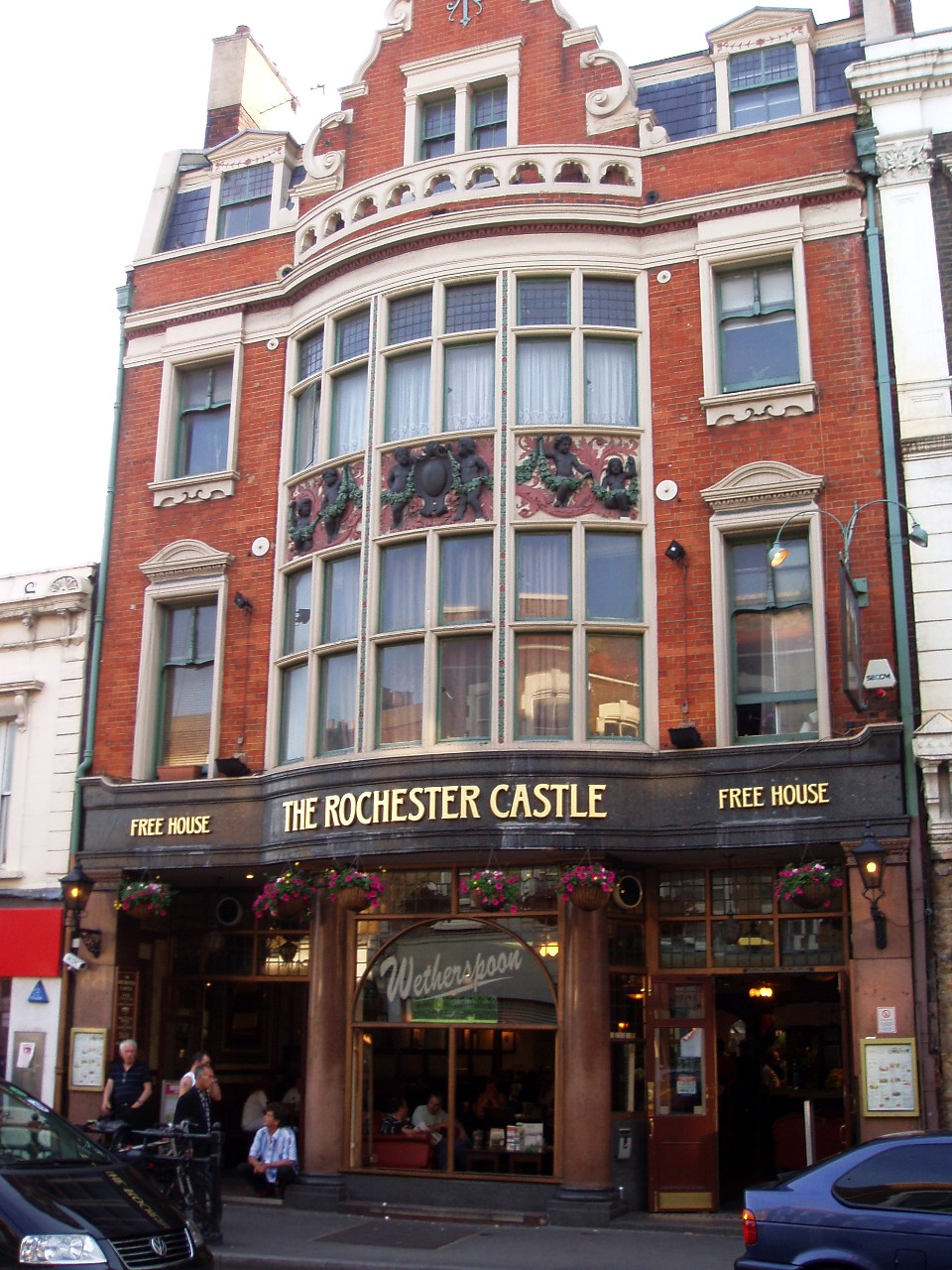
The Rochester Castle, Stoke Newington

Wetherspoon (J D Wetherspoon plc, oft auch Wetherspoons genannt) ist eine 1979 gegründete britische Pub-Kette, zu der auch einige Hotels gehören. Das Unternehmen mit Sitz in Watford in der Grafschaft Hertfordshire ist an der Londoner Börse gelistet und Teil des FTSE 250 Index.

## Geschichte
Tim Martin übernahm 1979 einen Pub in der Colney Hatch Lane im Norden Londons und benannte ihn um in Wetherspoon’s. Tim Martin kam in seiner Jugend mit seinen Eltern weit herum, er besuchte 11 Schulen in Nordirland und Neuseeland. Zu dem Namen „Wetherspoon“ wurde er durch einen Lehrer dieses Namens inspiriert, der seine Klasse nicht in den Griff bekam. Die Buchstaben „J D“ sind durch Jefferson Davis „Boss“ Hogg inspiriert, eine Figur der US-amerikanischen Fernsehserie Ein Duke kommt selten allein, dessen Rufname eben „JD“ ist.
1992 ging das Unternehmen an die Börse. Tim Martin hält heute noch 23,6 % der Anteile (Stand 2024). Im Jahr 1996 wurden die ersten Pubs außerhalb Englands in Wales (Newport) und Schottland (Glasgow) eröffnet, Nordirland folgte im Jahr 2000. Häufig kauft das Unternehmen bestehende Gebäude wie Kinos oder Bankhäuser auf und wandelt sie in Pubs um.
Seit 2002 wird in allen Pubs, die mittlerweile zu Wetherspoon gehörten, auch Frühstück angeboten. Im Jahr 2014 expandierte das Unternehmen nach Irland.
Heute gehören zu der Kette 800 Pubs (Stand: 2024) und über 50 Hotels (Stand: 2025).
Tim Martin hat immer vehement gegen die Einführung des Euro gekämpft. In den Wetherspoon-Pubs hängte er „save the pound“-Poster auf. 2016 unterstützte er aktiv die „Vote Leave“-Kampagne beim Brexit-Referendum und verteilte Presseberichten zufolge 1,9 Millionen Bierdeckel mit Werbeslogans für den Brexit in den Pubs. 2018 kündigte Martin an, deutsche Sorten Bier und Sekt aus dem Angebot zu nehmen.
Im Jahr 2018 löschte das Unternehmen alle seine Auftritte in den Sozialen Medien.

## Produkte
Verschiedene Getränke und Gerichte werden den ganzen Tag angeboten. Eigenen Angaben zufolge ist Wetherspoon auf den britischen Inseln der einzige große Pubkettenbetreiber mit ganztägigem Speiseangebot einschließlich Frühstück. Der Schwerpunkt des Angebots liegt auf niedrigpreisigen Speisen und Getränken.
Wetherspoon gibt auch ein eigenes Magazin namens Wetherspoon News heraus, das neben Berichten über das Unternehmen auch politische Stellungnahmen und weitere Inhalte enthält und laut Unternehmensangaben eine Auflage von 350.000 Exemplaren hat.

## Bestellvorgang
In den Pubs der Kette war es in der Anfangszeit üblich, Getränke und Essen direkt an der Theke zu bestellen und zu bezahlen. Die Getränke konnten direkt mitgenommen werden, das Essen wurde an den Tisch geliefert, dessen Nummer man bei der Bestellung angegeben hatte.
Mitte 2017 führte das Unternehmen ein smartphone-basiertes Bestellsystem (iOS, Android) an. Hierbei installiert der Kunde eine App, mit der nach Eingabe der Tischnummer die Bestellung durchgeführt werden kann. Der Bezahlvorgang ist in die Anwendung integriert und kann über Kreditkarte oder PayPal erfolgen.